# Liga Profissional de Hóquei sobre a grama Masculino de 2019
A Liga Profissional de Hóquei sobre a grama Masculino de 2019 (em inglês: Men's Hockey Pro League 2019 - MHPL 2019) foi a primeira edição desta competição, sendo administrada e promovida pela Federação Internacional de Hóquei (FIH). Sua criação se deu para substituir o Champions Trophy.
O torneio serviu como um dos eventos qualificatórios para os Jogos Olímpicos de 2020, a serem celebrados em Tóquio, capital do Japão. Os quatro primeiros colocados disputarão o qualificatório olímpico, a ser realizado no segundo semestre de 2019.
A seleção da Austrália conquistou o título da edição inaugural desta competição.

## Regulamento e participantes
A competição foi disputada em duas fases. A primeira delas em caráter qualificatório, no sistema de pontos corridos com ida e volta entre todos os participantes. Os quatro primeiros colocados avançaram para a sequência da competição batizada de Grand Final, sediada na cidade de Amstelveen, nos Países Baixos, no qual o sistema de cruzamento olímpico, até a decisão, definiu o selecionado campeão.
Inicialmente, nove seriam os países participantes desta edição inaugural, sendo eles os selecionados de Alemanha, Argentina, Austrália, Bélgica, Espanha, Nova Zelândia, Países Baixos, Paquistão e Reino Unido.

### Controvérsia
Considerando ter melhores chances de qualificar-se para a Olimpíada por meio da Liga Mundial, além de presumir falta de clareza da FIH sobre a escolha das nações participantes, a Hockey India (entidade que administra o esporte em solo indiano) declinou quanto à participação de sua equipe para esta edição inaugural da HPL.
A FIH convocou a Espanha para disputar a competição, no lugar da Índia.

### Suspensão do Paquistão
O selecionado paquistanês havia anunciado que não teria como disputar as suas três primeiras partidas deste campeonato, sob a alegação de "circunstâncias inevitáveis". Desta maneira, em 23 de janeiro de 2018, a FIH oficialmente suspendeu o Paquistão desta edição inaugural da Liga Profissional. Com isso, a entidade fez ajustes no calendário da primeira fase e aproveitou para agradecer os demais participantes pelo apoio quanto às mudanças em algumas datas das partidas.

## Partidas
Seguem-se, abaixo, as partidas desta competição.

### Primeira fase
| 19 de Janeiro |         |               |         |         |  |  |
|               | Espanha | 2-2 (pn: 2-0) | Bélgica | Reporte |  |  |

| 25 de Janeiro |         |     |             |         |  |  |
|               | Espanha | 5-6 | Reino Unido | Reporte |  |  |

| 26 de Janeiro |           |     |         |         |  |  |
|               | Argentina | 2-4 | Bélgica | Reporte |  |  |

| 27 de Janeiro |               |     |               |         |  |  |
|               | Nova Zelândia | 3-4 | Países Baixos | Reporte |  |  |

| 1 de Fevereiro |               |               |         |         |  |  |
|                | Nova Zelândia | 4-4 (pn: 2-4) | Bélgica | Reporte |  |  |

| 2 de Fevereiro |           |               |               |         |  |  |
|                | Austrália | 5-5 (pn: 1-4) | Países Baixos | Reporte |  |  |

| 3 de Fevereiro |           |     |         |         |  |  |
|                | Austrália | 1-4 | Bélgica | Reporte |  |  |

| 8 de Fevereiro |               |     |             |         |  |  |
|                | Nova Zelândia | 2-6 | Reino Unido | Reporte |  |  |

| 10 de Fevereiro |           |     |          |         |  |  |
|                 | Austrália | 4-2 | Alemanha | Reporte |  |  |

| 15 de Fevereiro |         |               |               |         |  |  |
|                 | Espanha | 3-3 (pn: 3-1) | Países Baixos | Reporte |  |  |

| 15 de Fevereiro |               |     |          |         |  |  |
|                 | Nova Zelândia | 1-3 | Alemanha | Reporte |  |  |

| 16 de Fevereiro |           |     |             |         |  |  |
|                 | Austrália | 2-0 | Reino Unido | Reporte |  |  |

| 22 de Fevereiro |           |                 |          |         |  |  |
|                 | Argentina | 0-0 (cancelado) | Alemanha | Reporte |  |  |

| 24 de Fevereiro |           |     |               |         |  |  |
|                 | Argentina | 4-3 | Países Baixos | Reporte |  |  |

| 2 de Março |           |     |         |         |  |  |
|            | Austrália | 2-1 | Espanha | Reporte |  |  |

| 5 de Março |               |     |          |         |  |  |
|            | Países Baixos | 0-1 | Alemanha | Reporte |  |  |

| 8 de Março |               |               |         |         |  |  |
|            | Nova Zelândia | 3-3 (pn: 2-4) | Espanha | Reporte |  |  |

| 10 de Março |               |     |           |         |  |  |
|             | Nova Zelândia | 1-2 | Argentina | Reporte |  |  |

| 15 de Março |         |               |          |         |  |  |
|             | Espanha | 4-4 (pn: 4-3) | Alemanha | Reporte |  |  |

| 16 de Março |           |     |           |         |  |  |
|             | Austrália | 3-2 | Argentina | Reporte |  |  |

| 17 de Março |           |     |               |         |  |  |
|             | Austrália | 5-1 | Nova Zelândia | Reporte |  |  |

| 31 de Março |           |     |         |         |  |  |
|             | Argentina | 3-2 | Espanha | Reporte |  |  |

| 6 de Abril |           |     |             |         |  |  |
|            | Argentina | 1-5 | Reino Unido | Reporte |  |  |

| 10 de Abril |         |     |         |         |  |  |
|             | Bélgica | 7-3 | Espanha | Reporte |  |  |

| 13 de Abril |               |     |         |         |  |  |
|             | Países Baixos | 4-0 | Espanha | Reporte |  |  |

| 13 de Abril |           |     |               |         |  |  |
|             | Argentina | 4-3 | Nova Zelândia | Reporte |  |  |

| 25 de Abril |               |     |           |         |  |  |
|             | Nova Zelândia | 3-4 | Austrália | Reporte |  |  |

| 26 de Abril |          |     |               |         |  |  |
|             | Alemanha | 2-4 | Países Baixos | Reporte |  |  |

| 28 de Abril |          |     |             |         |  |  |
|             | Alemanha | 0-1 | Reino Unido | Reporte |  |  |

| 4 de Maio |             |               |         |         |  |  |
|           | Reino Unido | 1-1 (pn: 2-3) | Espanha | Reporte |  |  |

| 4 de Maio |           |     |           |         |  |  |
|           | Argentina | 1-2 | Austrália | Reporte |  |  |

| 18 de Maio |             |     |           |         |  |  |
|            | Reino Unido | 2-3 | Argentina | Reporte |  |  |

| 19 de Maio |             |     |         |         |  |  |
|            | Reino Unido | 0-4 | Bélgica | Reporte |  |  |

| 22 de Maio |          |               |           |         |  |  |
|            | Alemanha | 3-3 (pn: 6-5) | Argentina | Reporte |  |  |

| 30 de Maio |         |     |             |         |  |  |
|            | Bélgica | 4-2 | Reino Unido | Reporte |  |  |

| 2 de Junho |         |               |          |         |  |  |
|            | Bélgica | 4-4 (pn: 3-4) | Alemanha | Reporte |  |  |

| 2 de Junho |               |     |             |         |  |  |
|            | Países Baixos | 1-3 | Reino Unido | Reporte |  |  |

| 4 de Junho |               |               |               |         |  |  |
|            | Países Baixos | 0-0 (pn: 3-2) | Nova Zelândia | Reporte |  |  |

| 6 de Junho |             |     |          |         |  |  |
|            | Reino Unido | 3-4 | Alemanha | Reporte |  |  |

| 8 de Junho |         |     |               |         |  |  |
|            | Bélgica | 0-4 | Países Baixos | Reporte |  |  |

| 9 de Junho |               |     |         |         |  |  |
|            | Países Baixos | 4-3 | Bélgica | Reporte |  |  |

| 9 de Junho |          |               |               |         |  |  |
|            | Alemanha | 3-3 (pn: 4-3) | Nova Zelândia | Reporte |  |  |

| 9 de Junho |             |               |           |         |  |  |
|            | Reino Unido | 2-2 (pn: 4-3) | Austrália | Reporte |  |  |

| 10 de Junho |          |     |         |         |  |  |
|             | Alemanha | 3-1 | Espanha | Reporte |  |  |

| 12 de Junho |          |     |         |         |  |  |
|             | Alemanha | 0-8 | Bélgica | Reporte |  |  |

| 13 de Junho |         |     |           |         |  |  |
|             | Espanha | 3-2 | Austrália | Reporte |  |  |

| 14 de Junho |         |     |               |         |  |  |
|             | Espanha | 3-2 | Nova Zelândia | Reporte |  |  |

| 14 de Junho |             |               |               |         |  |  |
|             | Reino Unido | 2-2 (pn: 3-4) | Países Baixos | Reporte |  |  |

| 16 de Junho |         |     |           |         |  |  |
|             | Espanha | 2-3 | Argentina | Reporte |  |  |

| 16 de Junho |         |     |               |         |  |  |
|             | Bélgica | 4-0 | Nova Zelândia | Reporte |  |  |

| 16 de Junho |          |     |           |         |  |  |
|             | Alemanha | 1-2 | Austrália | Reporte |  |  |

| 19 de Junho |               |               |           |         |  |  |
|             | Países Baixos | 2-2 (pn: 2-4) | Argentina | Reporte |  |  |

| 19 de Junho |         |     |           |         |  |  |
|             | Bélgica | 0-2 | Austrália | Reporte |  |  |

| 22 de Junho |               |     |           |         |  |  |
|             | Países Baixos | 1-4 | Austrália | Reporte |  |  |

| 23 de Junho |         |     |           |         |  |  |
|             | Bélgica | 4-1 | Argentina | Reporte |  |  |

| 23 de Junho |             |     |               |         |  |  |
|             | Reino Unido | 2-0 | Nova Zelândia | Reporte |  |  |

#### Classificação - Primeira fase
| Col. | Equipe        | Pts | J  | V  | VP | DP | D  | GF | GC | Saldo |
| ---- | ------------- | --- | -- | -- | -- | -- | -- | -- | -- | ----- |
| 1º   | Austrália     | 32  | 14 | 10 | 0  | 2  | 2  | 40 | 26 | +14   |
| 2º   | Bélgica       | 28  | 14 | 8  | 1  | 2  | 3  | 52 | 29 | +23   |
| 3º   | Países Baixos | 23  | 14 | 5  | 3  | 2  | 4  | 37 | 32 | +5    |
| 4º   | Reino Unido   | 22  | 14 | 6  | 1  | 2  | 5  | 35 | 31 | +4    |
| 5º   | Argentina     | 22  | 14 | 6  | 1  | 2  | 5  | 31 | 36 | -5    |
| 6º   | Alemanha      | 20  | 14 | 4  | 3  | 2  | 5  | 30 | 38 | -8    |
| 7º   | Espanha       | 16  | 14 | 2  | 5  | 0  | 7  | 33 | 45 | -12   |
| 8º   | Nova Zelândia | 4   | 14 | 0  | 0  | 4  | 10 | 26 | 47 | -21   |
| 9º   | Paquistão     | -   | -  | -  | -  | -  | -  | -  | -  | -     |

Atualização: 23 de junho de 2019.
Observações: 1º - o Paquistão foi suspenso da presente competição pela FIH; 2º - a partida de 22 de fevereiro, entre Argentina e Alemanha, foi cancelada devido às fortes chuvas e sem reprogramação para a sua realização, seguindo as normativas da FIH para a competição, finalizando com empate em zero e sendo atribuído um ponto para ambas as equipes.
Considerações gerais (de acordo com o Appendix da FIH Pro League):
- Siglas: Pts = pontos, J = jogos, V = vitórias (tempo normal), VP = vitórias (após penalidades), DP = derrotas (após penalidades), D = derrotas (tempo normal), GF = gols feitos, GC = gols contra (sofridos), Saldo = diferença de gols.
- Critérios de pontuação: vitória (tempo normal) = 3,  vitória (após penalidades) = 2, derrota (após penalidades) = 1, derrota (tempo normal) = 0.
- Critérios de desempate: 1º partidas vencidas, 2º diferença de gols, 3º gols feitos, 4º confronto direto, 5º gols marcados nas penalidades. O critério com porcentagem de pontos foi usado até a penúltima rodada da primeira fase, visando balancear as equipes participantes quanto às partidas disputadas pelas mesmas.

### Grand Final
Seguem-se abaixo as partidas da fase decisiva. O local das disputas foi o Wagener Stadium, na cidade de Amstelveen.
|  | Semi-finais   | Semi-finais |                |   | Final | Final |
|  |               |             |                |   |       |       |
|  | 28 de Junho   |             |                |   |       |       |
|  |               |             |                |   |       |       |
|  | Austrália     | 6           |                |   |       |       |
|  | Austrália     | 6           | 30 de Junho    |   |       |       |
|  | Reino Unido   | 1           |                |   |       |       |
|  | Reino Unido   | 1           | Austrália      | 3 |       |       |
|  | 28 de Junho   |             | Austrália      | 3 |       |       |
|  |               | Bélgica     | 2              |   |       |       |
|  | Bélgica       | Bélgica     | 2              | 3 |       |       |
|  | Bélgica       |             |                | 3 |       |       |
|  | Países Baixos | 1           |                |   |       |       |
|  | Países Baixos | 1           | Terceiro lugar |   |       |       |
|  |               |             |                |   |       |       |
|  | 30 de Junho   |             |                |   |       |       |
|  |               |             |                |   |       |       |
|  | Reino Unido   | 3           |                |   |       |       |
|  | Reino Unido   | 3           |                |   |       |       |
|  | Países Baixos | 5           |                |   |       |       |

#### Semi-finais
| 28 de Junho |           |     |             |         |  |  |
| S1          | Austrália | 6-1 | Reino Unido | Reporte |  |  |

| 28 de Junho |         |     |               |         |  |  |
| S2          | Bélgica | 3-1 | Países Baixos | Reporte |  |  |

#### Finais
| 30 de Junho |             |     |               |         |  |  |
| 3/4         | Reino Unido | 3-5 | Países Baixos | Reporte |  |  |

| 30 de Junho |           |     |         |         |  |  |
| 1/2         | Austrália | 3-2 | Bélgica | Reporte |  |  |

## Estatísticas

### Classificação final
| Posição | Equipe        |
| ------- | ------------- |
| 1       | Austrália     |
| 2       | Bélgica       |
| 3       | Países Baixos |
| 4       | Reino Unido   |
| 5       | Argentina     |
| 6       | Alemanha      |
| 7       | Espanha       |
| 8       | Nova Zelândia |
| 9       | Paquistão     |

### Goleadores
Destacaram-se nesta competição:
- 12 gols:  Blake Govers.
- 10 gols:  Pau Quemada.
- 9 gols:  Cédric Charlier;  Tom Boon;  Jeroen Hertzberger;  Phil Roper.

### Campeão
| Liga Profissional 2019 Hóquei sobre a grama masculino |
| ----------------------------------------------------- |
| Austrália (1º título)                                 |